# Mette Frederiksen
Mette Frederiksen, danska političarka in predsednica vlade, * 19. november 1977, Aalborg.
Trenutno je predsednica vlade Kraljevine Danske. Ob zaprisegi, 27. junija 2019, je postala najmlajša premierka Danske.
Rodila se je 19. novembra 1977 v mestu Aalborg na Severnem Danskem. Njen oče je bil tipograf, mati pa učiteljica. Kot najstnica se je zavzemala za ohranitev deževnih gozdov, zaščito kitov in odpravo aparthajda. Obiskovala je gimnazijo Aalborghus. Diplomirala je iz administracije in družboslovja na Univerzi v Aalborgu ter magistrirala iz afriških študij na Univerzi v Kopenhagnu.
Razen kratke kariere sindikalistke (2000–2001) Mette Frederiksen ni bila nikdar zaposlena zunaj politike. V Folketing (danski parlament) je bila prvič izvoljena na splošnih volitvah leta 2001, ko je zastopala okrožje Kopenhagen. Leta 2011, po zmagi Socialnih demokratov na volitvah, jo je predsednica vlade Helle Thorning-Schmidt imenovala za ministrico za zaposlovanje. Leta 2014 je postala ministrica za pravosodje. Po tesnem porazu socialdemokratov na splošnih volitvah leta 2015 je Thorning-Schmidtova odstopila, Frederiksen pa je kasneje prevzela vodenje stranke in postala vodja opozicije.
Frederiksen je svojo stranko popeljala na splošne volitve leta 2019, kar je privedlo do ustanovitve bloka levičarskih in levosredinskih strank (njeni Socialni demokrati, Socialni liberalci, Socialistična ljudska stranka, Rdeče-zeleno zavezništvo, Ferska socialdemokratska stranka, ter grenlandski Siumut in Inuit Ataqatigiit), ki je dobil večino v Folketingu. Kraljica Margareta II. je nato Frederiksenovi podelila mandat za vodenje pogajanj za oblikovanje nove vlade. Kot premierka je prisegla in 27. junija 2019.
Julija 2022 je Preiskovalna komisija za primer odstrela kun objavila poročilo, ki je kritiziralo ravnanje Frederiksenove vlade z izbruhom Cluster 5 COVID-19 med danskimi kunami, čeprav je Frederiksenoco oprostilo namernega zavajanja javnosti. Danska socialno-liberalna stranka je Frederiksenovi postavila ultimat in ji grozila, da bo vložila nezaupnico njeni vladi, če ne bo razpisala predčasnih volitev. 5. oktobra 2022 je Frederiksenova napovedal, da bodo volitve 1. novembra istega leta.